# Alexander von Stauffenberg
Alexander Franz Clemens Maria Schenk Graf von Stauffenberg (Stuttgart, 15 mars 1905 – Munich, 27 janvier 1964) est un aristocrate et un historien allemand. Son frère jumeau Berthold von Stauffenberg et son frère cadet Claus von Stauffenberg ont fait partie des principaux responsables du complot du 20 juillet 1944.

## Premières années
Les trois frères sont issus d'une vieille famille aristocratique et catholique du sud de l'Allemagne. Leurs parents sont Alfred Schenk Graf von Stauffenberg, dernier Oberhofmarschall du Royaume de Wurtemberg et Caroline née Gräfin von Üxküll-Gyllenband. La famille compte dans ses ascendants de nombreux Prussiens célèbres dont le plus notable est August von Gneisenau.
Alexander von Stauffenberg entame ses études à Stuttgart puis étudie l'histoire de l'Antiquité aux universités de Heidelberg, Iéna, Munich et de Halle. Avec ses frères, il fait partie du cercle constitué autour du poète mystique et symboliste Stefan George, dont de nombreux membres rejoindront la résistance allemande au nazisme.

## Carrière
Alexander obtient un doctorat à l'université de Halle en 1928 puis, en 1931, une habilitation universitaire à Wurtzbourg avec une thèse consacrée à  Hiéron II de Syracuse. Il donne des cours aux universités de Berlin, Gießen, et Wurtzbourg, où il est nommé professeur assistant en 1931 puis professeur en 1941 après avoir été blessé sur le front de l'Est. Il accepte ensuite un poste à l'université de Strasbourg en décembre 1942, mais il est rappelé à l'armée et est à nouveau blessé sur le front de l'Est fin 1943. Il termine un ouvrage sur Stefan George, Tod des Meisters. En juillet 1944, il est lieutenant dans le commandement de l'artillerie du 68e corps à Athènes.

## Mise à l'écart du complot
Le 11 août 1937 Alexander épouse l'aviatrice et ingénieure Melita Schiller, exclue de la Luftwaffe en 1936 en raison de son ascendance juive. Elle est par la suite réintégrée et s'implique dans le développement et les vols d'essai d'appareils de combat, sans faire l'objet de mesures de surveillance particulières. Compte tenu de cette situation et du caractère particulièrement franc d'Alexander, ses frères ne le tiennent pas informé du complot et du projet d'assassinat de Hitler.

## Après l'attentat
Après l'échec du complot du 20 juillet 1944, Alexander von Stauffenberg ne cherche pas à fuir en Égypte mais décide de revenir à Berlin pour se défendre lui-même. Il est arrêté, comme sa femme et tous les membres de sa famille par la Gestapo. Durant ses interrogatoires, il déclare notamment que la « question juive »  aurait dû être traitée de manière moins extrême pour limiter les réactions dans la population.
Ses deux frères sont exécutés et les membres de la famille sont déportés en camp de concentration, à Dachau pour Alexander. Compte tenu de son rôle dans le développement de l'aviation militaire, son épouse est libérée le 2 septembre 1944. Elle porte dès lors le nom de « Gräfin Schenk », Hitler voulant effacer toute allusion au nom de Stauffenberg. Dans les dernières semaines du conflit, l'appareil qu'elle pilote est abattu par un chasseur américain et elle décède des suites de ses blessures.
Fin avril 1945, Alexander von Stauffenberg est évacué, avec 140 autres détenus jugés particulièrement importants, du camp de concentration de Dachau vers le Tyrol où leurs gardiens les abandonnent. Il est libéré par des troupes de la cinquième armée américaine le 15 mai 1945

## Après-guerre
En 1948, Alexander von Stauffenberg est nommé professeur d'histoire de l'Antiquité à l'université de Munich, poste qu'il conserve jusqu'à son décès. En 1951, il est le fondateur et premier président de la commission pour l'histoire antique et l'épigraphie de l'Institut allemand d'archéologie. Ses recherches se concentrent sur l'Antiquité tardive, la Sicile antique et la Magna Graecia.
Il se remarie avec Marlene Hoffmann le 23 juillet 1949, ses deux mariages le laissant sans enfant.